# ケヴィン・タイ
ケヴィン・タイ（Kevin Tighe, 本名：John Kevin Fishburn、1944年8月13日 - ）はアメリカ合衆国の俳優。
ロサンゼルス出身。チェコ系とアイルランド系の血を引く。南カリフォルニア大学で修士号を取得。
テレビドラマ『エマージェンシー!』のロイ・デ・ソート救急救命士役や、『LOST』のロックの父のアンソニー・クーパー役で知られる。

## 主な出演作品

### 映画
- 卒業 The Graduate (1967) クレジットなし
- 合併結婚 Yours, Mine and Ours (1968)
- 自由と愛の大地 The Rebels (1979) テレビ映画
- メイトワン 1920 Matewan (1987)
- エイトメン・アウト Eight Men Out (1988)
- ロードハウス/孤独の街 Roadhouse (1989)
- ロスト・エンジェルス Lost Angels (1989)
- K-9/友情に輝く星 K-9 (1989)
- 48時間PART2/帰って来たふたり Another 48 Hrs. (1990)
- ブライト・エンジェル/旅立ちの予感 Bright Angel (1990)
- 希望の街 City of Hope  (1991)
- ニュージーズ Newsies (1992)
- 青春の輝き School Ties (1992)
- 私は制服に恋をして I Love a Man in Uniform (1993)
- ギルバート・グレイプ What's Eating Gilbert Grape  (1993)
- ジェロニモ Geronimo: An American Legend (1993)
- メン・オブ・ウォー Men of War (1994)
- ジェイド Jade (1995)
- レース・ザ・サン Race The Sun (1996)
- ザ・ジャーナリスト Winchell (1998) テレビ映画
- マムフォード先生 Mumford (1999)
- ザ・サイト/霊界からの依頼人 The Sight (2000) テレビ映画
- スティーヴン・キングのローズレッド Rose Red (2002)
- 陰謀のターゲット The Deal (2005)
- 沈黙の脱獄 Today You Die (2006)
- ブラッディ・バレンタイン3D My Bloody Valentine (2009)

### テレビドラマ
- エマージェンシー! Emergency! (1972 - 1979)
- エマージェンシー +4 Emergency +4 (1973 - 1974) テレビアニメ、声の出演
- 600万ドルの男 The Six Million Dollar Man (1974)
- ハリウッド・ナイトメア「カッティング・カード」 Tales from the Crypt: Cutting Cards (1990)
- マーダー・ワン Murder One (1995)
- ER緊急救命室 ER (1996)
- スタートレック:ヴォイジャー Star Trek: Voyager (1998)
- フリークス学園 Freaks and Geeks (1999 - 2000)
- ザ・ホワイトハウス The West Wing (2001)
- エバーウッド 遥かなるコロラド Everwood (2002)
- LAW & ORDER:犯罪心理捜査班 Law & Order: Criminal Intent (2003)
- LOST Lost (2005 - 2010)
- 4400 未知からの生還者 The 4400 (2007)
- LAW & ORDER:性犯罪特捜班 Law & Order: Special Victims Unit (2007)
- NUMBERS 天才数学者の事件ファイル Numb3rs (2008)
- レバレッジ 〜詐欺師たちの流儀 Leverage (2009)